# Ахмеду I (емір Бракни)
Ахмеду I (д/н — 1841) — 10-й емір Бракни в 1818—1841 роках.

## Життєпис
Походив з династії ульд-абддалах, гільки ульд-сієд. Син еміра Сіді-Алі I. Після смерті того 1818 року успадкував трон. Продовжив політику союзу з Францією. Почав регулярні напади на державу Ваало, захопивши місто Нгуїк. Втім укладання 1819 року Амаром Фатімом Мборсо, браком Ваало, союзу з Францією, призвело до припинення нападів з боку Ахмаду I. Натомість 20 травня того ж року він уклав свій договір з французьким губернатором Сенегалу Жульєном-Дезіре Шмальцем, відповідно до якого надав сільськогосподарські угіддя для французьких колоністів в обмін на щорічну сплату такнинами та підтвердження попередніх мит на річці Сенегал.
Але вже 1820 року уклав союз з Амаром IV, еміром Трарзи, і Біраном Ібраа Вааном, імамом Фута-Торо, атакувавши Ваало. Боротьба тривала до 1821 року, коли у війну втрутилася Франція. 25 червня 1821 року емір Бракни мусив укласти нову угоду, що підтверджувала договір 1819 року.
Але з початком у 1827 році боротьби за владу в Ваало Ахмаду I знову став здійснювати вторгнення до цієї держави під приводом підтримки різних претендентів. 1834 року підписав окрему угоду щодо торгівлі гуамірабіком з французькими купцями. Водночас еміру вдалося завдати нищівної поразки шейху Мухтару ульд Ахмеяду (з клану ульд-нормах), що намагався повалити Ахмеду I.
Відтак розпочав напади на державу Волоф, що приносило чималу здобич. 1839 року мусив гарантувати недоторканність французьких торгівців. 1840 року завдав нової поразки клану ульд-нормах. 1841 року його ненавмисно було отруєно дружиною Лейлою мент Рассул з клану ульд-хратті, яка намагалася отруїти сина еміра — Сіді-Алі. Трон перейшов до стриєчного брата померлого Мухтар-Сіді.